# مينيسوتا فايكنجز
مينيسوتا فايكنج (بالإنجليزية: Minnesota Vikings)‏ هو نادي كرة القدم الأمريكية أمريكي تأسس في 1961 ، يقع مقره الرئيسي في مينيسوتا، ويلعب في الدوري الوطني لكرة القدم الأمريكية.

## التاريخ
بدأت كرة القدم المحترفة في منطقة مينيابوليس سانت بول ("المدن التوأم") مع مينيابوليس مارينز / ريد جاكيتس ، وهو فريق اتحاد كرة القدم الأميركي الذي لعب بشكل متقطع في عشرينيات وثلاثينيات القرن العشرين.  ومع ذلك ، لم يظهر فريق محترف جديد في المنطقة مرة أخرى حتى أغسطس 1959 ، عندما تم منح رجال الأعمال في مينيسوتا بيل بوير ، HP Skoglund ، وماكس وينتر امتيازًا في الدوري الأمريكي الجديد لكرة القدم (AFL). بعد خمسة أشهر ، في يناير 1960 ، بعد ضغوط كبيرة من اتحاد كرة القدم الأميركي، تراجعت مجموعة الملكية، إلى جانب برنارد. ريدر جونيور ، عن اتفاقها مع اتحاد كرة القدم الأميركي ومن ثم حصلت على الامتياز الرابع عشر للدوري الوطني لكرة القدم ، مع بدء اللعب عام 1961.  تمت إضافة Ole Haugsrud إلى ملكية فريق NFL لأنه في العشرينيات من القرن الماضي ، عندما باع فريق Duluth Eskimos إلى الدوري ، سمحت له الاتفاقية بنسبة 10 بالمائة من أي فريق مستقبلي في مينيسوتا.  من قبيل الصدفة أو لا ، تم استدعاء الفرق من مدرسة Ole Haugsrud الثانوية ، Central High School in Superior ، Wisconsin ، الفايكنج ولديهم تصميم موحد بنفسجي وأصفر ومخطط ألوان. 

## الشعار والزي الرسمي
تم تصميم شعار خوذة الفايكنج ذات العلامة التجارية والزي الرسمي الأرجواني والذهبي من قبل رسام الكاريكاتير في لوس أنجلوس كارل هوبينتال . عرف كل من بيرت روز ونورم فان بروكلين هوبينتال منذ أيامهما مع منظمة لوس أنجلوس رامز. صمم Hubenthal أيضًا شعار Norseman الأصلي. 

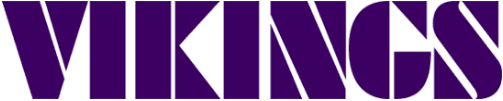
شعار مينيسوتا الفايكنج (1982-2003)

منذ ظهور الفريق لأول مرة في عام 1961 إلى عام 1995 ، ظلت شعارات الفايكنج والأزياء الموحدة كما هي. يعكس التراث الثقافي الاسكندنافي لمينيسوتا، يتألف أحد شعاري الفريق الأساسيين من ملف شخصي لأشقر نورسمان ، بينما يتكون الآخر من قرن فايكنغ أبيض. 

## وصلات خارجية
- الموقع الرسمي